# Baza lotnicza Lakatamia
Baza lotnicza Lakatamia (IATA: LAK, ICAO: LCRO) – baza lotnicza Cypryjskich Sił Powietrznych, zlokalizowana w Lakatamii na Cyprze.